# Ant-Man (Scott Lang)
Ant-Man (Scott Lang) (en español: Hombre Hormiga) es un superhéroe ficticio que aparece en los cómics estadounidenses publicados por Marvel Comics. Creado por David Michelinie, Bob Layton y John Byrne, Scott Lang apareció por primera vez en The Avengers # 181 (marzo de 1979) y en Marvel Premiere # 47 (abril de 1979) como el segundo personaje de superhéroes en usar el nombre de Ant-Man en el Universo Marvel. Es un ladrón reformado y un experto en electrónica. Fue miembro de Los Vengadores, Los 4 Fantásticos y los Guardianes de la Galaxia, un personaje principal de la serie de cómics FF, y en 2015 se convirtió en el personaje principal de la serie Ant-Man.
Scott Lang es un exconvicto y experto en electrónica contratado por Stark International, que le permite robar el traje de Ant-Man a Hank Pym, que hace tiempo que renunció al nombre. Lang roba el traje por problemas económicos. Cuando Pym se entera, le da el traje a Lang, lo que le permite convertirse en el segundo Ant-Man. Como Ant-Man sirve como Vengador durante años, hasta que muere durante la historia de Avengers Disassembled. Años después, él resucita en la miniserie Avengers: The Children's Crusade. Después de su resurrección, Lang dirige brevemente la Fundación Futura.
Scott Lang es interpretado por Paul Rudd en las películas del Universo cinematográfico de Marvel: Ant-Man (2015), Capitán América: Civil War (2016), Ant-Man and the Wasp (2018), Avengers: Endgame (2019), Ant-Man and the Wasp: Quantumania (2023), y la serie animada de Disney+, What If...? (2021).

## Debut del personaje
Creado por David Michelinie Bob Layton y John Byrne,Scott Lang apareció por primera vez en The Avengers #181 (portada de marzo de 1979) y como el segundo Ant-Man en Marvel Premiere #47 (abril de 1979).Michelinie había sido durante mucho tiempo una entusiasta de los héroes que se encogen, y vio el regreso de Hank Pym al disfraz de Yellowjacket como una oportunidad para hacerse cargo de la identidad descartada de Ant-Man. Explicó cómo se le ocurrió el personaje:

Quería algo completamente diferente, tanto en origen como en motivación, de Pym. Así que se me ocurrió la idea de un criminal reformado, no un inocente acusado injustamente, que habría sido el ángulo esperado. Y supuse que, como ladrón, probablemente disfrutaba de la adrenalina de su 'trabajo' anterior, por lo que la emoción de la aventura heroica podría llenar esa necesidad en él, pero legalmente.

Aunque la prueba de dos números de Ant-Man en Marvel Premiere no logró que el personaje tuviera su propia serie, la dinámica de un padre soltero y un criminal reformado en el papel de superhéroe tocó la fibra sensible de los lectores y llevó a Ant-Man a disfrutar de una popularidad modesta y apariciones frecuentes. en Marvel Comics a partir de entonces.
Ant-Man apareció de manera destacada en la serie FF de 2012 de Matt Fraction y Mike Allred.
Una serie en curso centrada en Lang, titulada simplemente Ant-Man, escrita por Nick Spencer y dibujada por Ramon Rosanas, comenzó en enero de 2015.Después del evento Marvel's Secret Wars, la serie continuó con el título Astonishing Ant-Man.

## Biografía ficticia del personaje

### Primeros años
Scott Edward Harris Lang nació en Coral Gables, Florida. Como fanático de las películas, recurrió al robo cuando su ocupación como ingeniero eléctrico no le proporcionó suficiente entusiasmo en la vida. (Esto se confirmó más tarde con la declaración de que lo hizo porque no podía mantener a su familia.) Detenido, Lang cumplió su condena de prisión y fue condenado a libertad condicional después de cuatro años por buena conducta. En prisión, amplió su estudio de electrónica y pronto fue contratado por Stark Internacional para trabajar en su departamento de diseño. Bajo la dirección de Tony Stark, él ayudó a instalar un nuevo sistema de seguridad en la Mansión de los Vengadores.

### El segundo Ant-Man
Cuando su hija, Cassie se enfermo gravemente, Scott Lang buscó a la Dra. Erica Sondheim, la única persona capaz de ayudarla. Sin embargo, en el mismo momento en que intentó comunicarse con ella, a Sondheim la llevaron por la fuerza a Empresas Tecnológicas Cross, y para sacarla, decidió regresar al robo como último recurso. Él irrumpió en la casa del Dr. Henry Pym y robó el traje Ant-Man y la reducción de latas de gas. Presentado como Ant-Man, Lang irrumpió en Empresas Cross y descubrió que Sondheim estaba detenida por Darren Cross. Rescató al médico de las garras de Cross y se sintió aliviado cuando Sondheim pudo salvar la vida de su amada hija Cassie. Al ser confrontado por Pym (como Yellowjacket), Lang intentó devolver el traje Ant-Man a Pym y entregarse por su robo, pero Pym, consciente del uso que Lang le había dado a los bienes robados, le ofreció dejarlos a él, siempre y cuando los use solo para defender la ley.

### Héroe
Poco después, Scott Lang usó el traje Ant-Man en varias ocasiones, principalmente para ayudar a Iron Man y a los Vengadores. Scott fue al rescate cuando Iron Man estaba atrapado en la armadura luego de una sobrecarga del sistema. Él también ayudó a Yellowjacket (el alias de Hank Pym desde entonces) en un intento de rescatar a la Avispa (Janet Van Dyne) capturada por el Dr. Parnell Solomon. Junto a los Vengadores, Lang primero luchó contra Taskmaster. Luego se enfrentó a los insectos mutados de Odd John, y se topó con Biotron de los Micronautas. Junto a Spider-Man, Lang una vez más luchó contra Taskmaster, explotando la creencia de Taskmaster de que era Pym al usar sus cápsulas de crecimiento en una de sus hormigas como una táctica de sorpresa. Después, él trató de detener a los Raiders en una convención de ingenieros electrónicos en Dallas.Más tarde, Lang se enfrentó al sistema de seguridad informático en mal funcionamiento GARD en Stark International.Como Lang, ayudó a Iron Man y Jim Rhodes contra Macero.El conoció a Los 4 Fantásticos, y con ellos viajó por primera vez a un "micro-mundo", donde luchó al lado de la Mole en la batalla contra sus habitantes.
Scott fue instrumental en ayudar a Iron Man a descubrir quién poseía copias de su tecnología durante el arco argumental de Armor Wars.
También ayudó a los Vengadores en infiltrarse en las instalaciones de entrenamiento de los secuaces de Taskmaster, luchando contra Taskmaster junto a Hawkeye, y visitó a Henry Pym mientras estaba en prisión. Lang también se encontró con Rick Jones y Alpha Flight, y luego luchó contra Dire Wraiths junto a Rom y Starshine. Scott sirvió en un equipo de respaldo de los Vengadores creado cuando los Maestros del Mal del Barón Zemo tomaron control de la Mansión y capturaron a algunos miembros del equipo principal; Lang incluso ayudó a la Avispa a derrotar al Hombre Absorbente y Titania cuando estos atacaron un hospital con la intención de asesinar a Hércules, quien se encontraba en estado de coma. Lang accidentalmente encogió a Spider-Man y luchó contra el Escarabajo Escarlata, luchando también contra Libélula.
Lang fue contratado brevemente por Los 4 Fantásticos para servir como su consultor técnico cuando Reed Richards estaba desaparecido y dado por muerto. Fue durante este período que Lang se enteró de que Cassie hacía tiempo que se había enterado de su doble vida como superhéroe. Lang volvió más tarde para formar temporalmente a los Cuatro Fantásticos con la Antorcha Humana, She-Hulk y Namorita cuando los otros tres quedaron atrapados temporalmente en la Zona Negativa.
Lang jugó un papel importante ayudando a Míster Fantástico a curar a Hulk, que padecía la enfermedad de Lou Gehrig; usando una cura ideada por el Líder, Lang se redujo a un tamaño microscópico, ingresó a los genes de Hulk y reemplazó los genes dañados que causaron la enfermedad con genes sanos tomados del cadáver del padre de Bruce Banner, la oleada de energía se liberó cuando Hulk regresó a su forma humana integrando los nuevos genes en el sistema de Hulk y curación de la enfermedad.
Después de que su exesposa Peggy Rae obtuviera la custodia de su hija, Lang aceptó una oferta para unirse oficialmente a los Vengadores. Su personalidad chocó inmediatamente con su compañero Vengador Jack de Corazones. Sin embargo, en Los Vengadores vol. 3 #76, Jack ayudó a salvar a Cassie de un asesino de niños, poco antes de suicidarse viajando al espacio con el asesino y explotando en lugar de regresar a las celdas de contención requeridas para controlar su poder.
También apareció en la serie Alias de Brian Michael Bendis, donde salió con el personaje principal Jessica Jones, una ex superheroína disfrazada llamada Jewel que dejó esa vocación para convertirse en investigadora privada.
Él la ayuda en un asunto con Mattie Franklin, una de las muchas heroínas que toma el nombre de Spider-Woman. Asistiendo al dúo está el agente de S.H.I.E.L.D., Clay Quartermain. Hombre Púrpura usa sus poderes para hacer que parezca como si Scott hubiera sido consumido por hormigas.

### Muerte
Cuando Jack de Corazones reaparece en los jardines de la Mansión de los Vengadores en estado zombificado, Scott Lang corre hacia Jack, solo para que este explote, destruyendo gran parte de la Mansión y aparentemente matando a Scott. Este Jack pudo haber sido algún tipo de "aparición" creada por la demente Bruja Escarlata en lugar del verdadero Jack of Hearts, comenzando la crisis conocida como Vengadores Desunidos.
Su hija, Cassie Lang, posteriormente toma el nombre de Stature como miembro de los Jóvenes Vengadores, habiendo tomado aparentemente suficientes partículas Pym durante los años para permitirle a Cassie encogerse y crecer automáticamente cuando quiera.
Su casco de Ant-Man cae en la posesión de Amadeus Cho por un tiempo, con la bendición de Cassie, decidiendo enfocarse en las habilidades del control mental de insectos.

### Regreso
Durante la serie limitada Avengers: The Children's Crusade, Iron Lad lleva a los Jóvenes Vengadores y a una amnésica Bruja Escarlata al pasado, al día en que inició Avengers Dissasembled. Aunque Iron Lad asegura que no podrán interactuar con el pasado, Scott Lang es abrazado por su hija y es secuestrado por un Jack of Hearts zombificado, que revela ser el verdadero Jack of Hearts bajo el control de una enloquecida Bruja Escarlata. Cuando Jack explota, la Bruja Escarlata recupera su  recuerdos y los regresa al presente, incluyendo a Scott, de modo que su muerte nunca ocurrió, sólo estaba desplazado en el tiempo. Scott está orgulloso de que su hija siguiera sus pasos. Una batalla ocurre para decidir el destino de la Bruja Escarlata en la que participan los Vengadores, los Jóvenes Vengadores, los X-Men, Magneto, X-Factor y Doctor Doom. Durante la lucha, Scott aparentemente es asesinado por Doctor Doom; aunque en realidad sobrevive, Cassie se enfurece por la muerte aparente de su padre y ataca a Doctor Doom, como resultado, este la mata.
Scott se une al nuevo equipo de Los Defensores, compuestos por Doctor Stange, Silver Surfer, Namor, Red She-Hulk, Piño de Hierro y Gata Negra. Más tarde, Lang se convirtió en el segundo líder de Future Foundation reemplazando a Reed Richards cuando los 4 Fantásticos se fueron de viaje a través del tiempo. Aún sufriendo por la muerte de su hija, decidió dirigir todos los recursos de la Fundación hacer pagar a Doctor Doom para su crimen; mientras tanto, se involucró en una relación romántica con Darla Deering (Ms. Thing), a quien le confiesa que mató a otro prisionero mientras estaba en prisión.
Después de una difícil batalla, Scott consiguió vengarse de Doctor Doom, al abrumarlo gradualmente y hacerle creer que ha matado a Valeria Richards, su ahijada. También determina el verdadero significado de partículas Pym y la forma en que operan en tres ejes distintos que determinan tamaño, resistencia y durabilidad.
Durante AXIS, Doctor Doom, ahora heroico y arrepentido, utiliza los poderes de Bruja Escarlata de resucitar a Cassie Lang, quien se reencuentra con Scott en su casa.
Después de esto, Lang se mudó a Miami para iniciar una nueva vida, así como para pasar más tiempo con su hija, Scott estableciendo Ant-Man Security Solutions. Es atacado por Grizzly, que lo confunde con Eric O'Grady; después de aclarar el malentendido, le ofrece un trabajo en la empresa. Cassie fue secuestrada por Crossfire, por órdenes de Agustine Crooss, con la intención de usar su corazón para revivir a Darren Cross; con la ayuda de Grizzly y el supervillano Machinesmith, Sctott se infiltra en Cross Technologies para salvar a su hija y encuentra al Dr. Sondheim que fue chantajeado para colaborar con Cross. Darren lucha contra Scott, mientras Sondheim intenta trasplantar otro corazón a Cassie. Cross escapa reduciendo su tamaño y Sondheim le indica a Scott como atacar las células blancas de Cassie para que su cuerpo acepte el tejido de su corazón nuevo. Aunque salvó a su hija, Scott decide distanciarse de ella para que tenga una vida normal.
Ant-Man ayudó a Giant-Man a rescatar a un técnico informático llamado Raz Malhotra. Meses más tarde, recibió uno de los laboratorios de Pym después de la muerte aparente de Hank Pym y Scott le envió a Raz un traje de Giant-Man.
Durante Secret Wars, Ant-Man recupera un artefacto asgardiano propiedad de Mary Morgan, que ella usa para rejuvenecer a varios héroes de la edad de oro las historietas.
Después visita a su exesposa Peggy Rae en un intento de ver a Cassie, pero Peggy lo reprende por no visitar pone a Scott en su lugar debido a que no hizo ningún intento por visitarla desde que estuvo en el hospital, además le informa que Cassie está de excursión. Scott de enfrenta a Janice Lincoln en un club nocturno pero es vencido y ambos terminan en la cama juntos mientras ocurre una incursión.
Durante All-New, All-Different Marvel, Ant-Man se convierte en un objetivo de Torbellino cuando Mediador de Poder le ofrece una demostración de Hench App a Darren Cross, pero cuando este no le paga a Mediador de Poder, Torbellino se retira. Ant-Man luego ayudó a Darla Deering cuando fue atacada por el segundo Mago, contratado por una publicista a través de Hench App.
Scott Lang se reencontró con Raz Malhotra y confrontaron a Mediador de poder durante la presentación de Hench Appa 2.0. Se enfrentaron a una versión femenina de Blacklash, contratada para proteger el evento, pero debido a la inexperiencia de Raz,  Blacklash escapó. Raz aceptó la oferta de Scott de mudarse a Florida con él para entrenar y supervisar el laboratorio de Hank Pym.
Más tarde, Scott reclutó a Hijacker, Torbellino, Escarabajo, Voz y el Mago como parte de Ant-Man Security Solutions. Como equipo, lucharon contra Darren Cross, Crossfire y Augustine Cross para salvar a Cassie Lang. Después de esa batalla, la policía de Nueva York arrestó a Scott por sus crímenes, pero después de un juicio, fue liberado.
Durante Imperio Secreto, Ant-Man se une al grupo de resistencia contra la ocupación de Estados Unidos por parte de HYDRA. Scott es uno de los héroes que se unen a Ojo de Halcón en la búsqueda del los fragmentos del Cubo Cósmico que usarían para restaurar a Steve Rogers a la normalidad. Después de sacar de contrabando a Cassie del país, le ofrece a Sam Wilson unirse a la resistencia, pero este se niega. Más tarde Ojo de Halcón y Tony Stark convencen a Sam de sacarlos de  de contrabando del país para buscar los fragmentos del Cubo Cósmico. Cuando las fuerzas de HYDRA llegan a destruir la guarida de la resistencia, Scott confiesa que se convirtió en un agente doble de HYDRA para salvar la vida de Cassie. Durante la batalla final, Scott encoge a Bucky Barnes para entrar en el Cubo Cósmico y despertar a Kobik y así traer de regreso al Steve Rogers original, que derrota a su doppelgänger.
Con su reputación dañada por su traición, Scott se une a los Guardianes de la Galaxia para alejarse de la Tierra por un tiempo. Intenta regresar a la Tierra para el cumpleaños de Cassie con la ayuda de Nadia Van Dyne, pero las cosas se complican y los dos tienen una serie de extrañas aventuras en el microverso, enredándose cuánticamente entre sí en el proceso.

### Héroe de Alquiler
Tratando reconstruir su vida en la Tierra, Scott se instala en un hormiguero en Florida y comienza a ofrecer sus servicios a cambio de una paga. En una misión, se une Enjambre contra un nuevo enemigo llamado Macrothrax.

## Poderes y habilidades
Usando una forma gaseosa de "partículas Pym" guardadas en un compartimiento en su cinturón, Ant-Man inicialmente tenía el poder de encogerse (y de otras personas y objetos junto con él) al tamaño de una hormiga y volver a la normalidad. Con el tiempo, ha adquirido la capacidad de cambiar de tamaño a voluntad. También puede reducir su tamaño al microscopio, y así ingresar a los innumerables "universos subatómicos". Retiene su fuerza normal en tamaño de hormiga.
El casco cibernético de Ant-Man permite una comunicación telepática rudimentaria con insectos, y está equipado con un equipo de amplificación de sonido que permite a los humanos de tamaño normal escuchar a su portador. El casco también tiene un protector facial de plexiglás retráctil y un suministro de aire limitado.
Lang cuenta con capacitación avanzada y experiencia en electrónica, habiendo obtenido un certificado de técnico en electrónica, además de capacitación electrónica avanzada adicional que recibió mientras estaba en prisión. A veces, Lang incluso hizo sus propias modificaciones al equipo de Ant-Man, como instalar el dispensador de gas Pym en su casco en lugar de dejarlo en su cinturón, o montar un disruptor eléctrico en su casco para propósitos ofensivos.

## Otras versiones

### MC2
En el universo MC2, Lang aparece en dos versiones distintas. El Lang de la continuidad principal de MC2 se ha retirado de los Vengadores y ha actuado como mentor para Cassie, quien ha asumido el papel de superhéroe familiar. Además, la Guardia del Trueno, un grupo de vengadores nazis de un universo alternativo que lucharon contra A-Next, incluía una versión mentalmente altamente inestable de Scott llamada "Pincer" que había matado a la versión de Cassie de ese universo.

### Ultimate Marvel
La versión Ultimate Marvel del personaje es  David "Dave" Scotty, uno de los Giant-Men que fue utilizado en los Ultimates de Reserva. Durante el ataque de una legión de vampiros, él estaba entre aquellos que protegieron el Triskelion de S.H.I.E.L.D. Después de que los vampiros lo atacaron y mordieron varias veces, Scott se convirtió en un vampiro. En la batalla que sigue, Dave es asesinado por Peter, un Giant-Man.
La versión Ultimate real de Scott Lang es la segunda versión principal de Giant-Man. Él aparece como un miembro de los Nuevos Ultimates durante un enfrentamiento masivo entre los Ultimates y los Vengadores. Lang ayuda más tarde a ambos equipos a derrotar a las fuerzas de Gregory Stark en Corea del Norte. Su hija Cassie más tarde se une a los Ultimates.

### ¿Qué pasaría si...?
En "What If Iron Man Lost the Armor Wars", Lang es capturado mientras espiaba a Justin Hammer, y era tomado prisionero junto con Cassie. Cuando Hammer es asesinado más tarde y su conocimiento de la armadura Iron Man reclamada por A.I.M., Scott y Cassie también son tomados como rehenes por ellos, pero finalmente son liberados por Stark en la armadura Potencia de Fuego.

## En otros medios

### Televisión
- Scott Lang aparece como Ant-Man en la serie The Avengers: Earth's Mightiest Heroes, segunda temporada, con la voz de Crispin Freeman.[75]
  - En el episodio,¿Quien se robó al Hombre Hormiga?, vestido como conserje para robar el traje de Pym y de robar bancos y rescatar a su hija, Cassie de unos mafiosos, pero contó con la ayuda de Hank Pym, Iron Fist y Luke Cage, y después Pym le deja el traje siendo el nuevo Ant-Man.
  - En el final, Vengadores Unidos, cuando ayuda a los héroes en cada lado del mundo a derrotar a los heraldos de Galactus.
- Scott Lang aparecerá como Ant-Man en Avengers Assemble, con la voz de Grant George (Temporadas 1-2 y Avengers: Ultron Revolution ) y de Josh Keaton (Avengers: Secret Wars).[76]
  - En la primera temporada, que primero aparece como un personaje secundario con orientado a la ciencia de fondo con el Dr. Henry Pym, en el episodio 23, "Una pequeñez".
  - En la segunda temporada, se ve ayudando al equipo de Iron Man en el episodio 16, "Héroes Diminutos", luego el personaje se revela oficialmente como Scott Lang en el episodio 19, "El Chico Nuevo", después de que oficialmente se une a los Vengadores tras una gran batalla contra Ultron, y también tuvo un pasado junto con Hawkeye en el Circo del Crimen, y se verá en la batalla contra el Escuadrón Supremo y Thanos.
  - En la tercera temporada llamada Avengers: Ultron Revolution, se dice que dejó al equipo por una razón, al volver a trabajar solo, luego en el episodio "Ant-Man en la Pantalla Grande", revela que llegó a crear la mecánica de androides para un estudio de cine en Hollywood, mientras que al mismo tiempo tiene heroicidades. Él ayuda a Black Widow y Hawkeye a combatir contra Egghead cuando se utiliza los androides con efectos reales de vengarse de las personas que lo despreciaron. Se muestra a Black Widow que tiene un rencor contra Ant-Man por haber dejado a los Vengadores, sin embargo, explica que lo hizo porque quería establecerse como un héroe solitario antes de unirse a un grupo que maneja las amenazas en todo el mundo y más allá. Luego en "Civil War, Pt. 2, Los Poderosos Vengadores", Ant-Man hace equipo con Pantera Negra, Capitána Marvel, Ms. Marvel, Hulk Rojo, Songbird y Visión como Los Poderosos Vengadores ensamblados por Truman Marsh. En "Civil War, Pt. 3: Tambores de Guerra", ayudan a los Vengadores para detener a los Inhumanos controlados por los discos de registros provocado por Truman Marsh, y descubre al final que Marsh es Ultron. En "Civil War, Pt. 4: La Revolución de los Vengadores", se une a los Vengadores para detener a Ultron, quién trata de exterminar a toda la humanidad.
  - En la cuarta temporada conocida como Avengers: Secret Wars, se une a los Nuevos Vengadores formados por Pantera Negra, Visión, Capitána Marvel, Ms. Marvel y Avispa.
- Scott Lang aparece también como Ant-Man en Ultimate Spider-Man, de nuevo por la voz de Grant George.
  - En la tercera temporada, el episodio 18, al ser miembro de los Vengadores, es invitado como maestro en el Triskelion de la academia S.H.I.E.L.D. donde demuestra sus poderes derribando a Spider-Man durante una manifestación. Cuando Nick Fury es asumido por unos Octo-nanobots temáticos por el Doctor Octopus con el fin de liberarse de su prisión en el Triskelion, él, Spider-Man y Power Man se encogen y usando un vehículo submarino arácnido creado por Amadeus Cho como la Araña de Hierro, para destruir las máquinas del cuerpo de Fury, mientras que los otros persiguen al Doctor Octopus. Si bien la lucha en su camino a través de los nanobots hechos de los modelos del Escarabajo, Duende Verde, Lagarto y Scorpion. Ant-Man, Spider-Man y Power Man hacen su camino hacia el corazón para llegar al cerebro de Nick Fury. Como Ant-Man y Power Man estando ocupados luchando contra los nanobots (donde algunos de ellos combinados en un robot), Spider-Man usa la conciencia de Nick Fury de que el Doctor Octopus ha puesto un reactor en el Triskelion que podría colapsarse. Una vez que los nanobots son destruidos, la sobrecarga del reactor se desvió, y el Doctor Octopus es derrotado y puesto en su celda. Spider-Man y Ant-Man visitan a Nick Fury en la enfermería del Triskelion, donde Ant-Man admitió que la imprudencia de Spider-Man se detuvo por la trama del Doctor Octopus. En el episodio 22, "La Venganza de Arnim Zola", se ve que fue capturado por Zola usándolo como prueba de sus poderes, antes de ser rescatado por Spider-Man, el Agente Venom y Rhino.
  - En la cuarta temporada, el episodio 20, "Un Extraño y Pequeño Halloween", Spider-Man y el Doctor Extraño van a la base de Ant-Man y descubren que se volvió una hormiga mutante (solo su cabeza), hasta que Doctor Extraño lo libera del hechizo, Ant-Man dice que es su fan por sus grandes hechizos. Ant-Man, Spider-Man y el Doctor Extraño van al universo cuántico y descubren al Barón Mordo estando vivo, creando ilusiones de Dormammu, Ultron y el Doctor Octopus mejorado con nanites, hasta que lo llevan de regreso al mundo real en Nueva York que desata un caos. Ant-Man y el Doctor Extraño usan su magia y ciencia a la vez, con Spider-Man para derrotar al Barón Mordo. Al final, asustan a Nova mostrandole un conejo enorme. En el final, "Día de Graduación, Parte 1 y 2", se le ve asistiendo a la ceremonia de graduación del Triskelion, hasta que Ock los atrapa en un campo de fuerza, pero al final, es liberado por Spider-Man.
- Ant-Man aparece en el especial de televisión Lego Marvel Super Heroes: Avengers Reenssembled, expresado de nuevo por Grant George.[77]
- Scott Lang aparece como Ant-Man en la serie Guardianes de la Galaxia, expresado nuevamente por Grant George.
  - En la segunda temporada, episodio 1, "Sobreviviendo", cuando él y los Vengadores atacan a los Guardianes de la Galaxia en robar un asteroide de su sede, y unen fuerzas para detener un satélite fuera de control. En el episodio 2, "La Roca de la Evolución", luego de que él y Star-Lord son salvados de caer en el satélite, se unen de nuevo para detener al Alto Evolucionador que usará el asteroide de Thanos contra la Tierra.
  - En la tercera temporada, episodio 2, "De Vuelta al Ritmo de Nueva York", Ant-Man quedó inconsciente luego de que llegaran los Guardianes de la Galaxia al decir lo que pasó, que él y Iron Man fueron atacados por un simbionte dentro del asteroide de Thanos. Al dejar a los Guardianes, Ant-Man se encoge hacia el reactor ARK de Stark antes de que explote y poder salvarlo.
- Ant-Man aparece junto con Hulk en un comercial de Coca-Cola que se estrenó durante el Super Bowl 50, con Paul Rudd ofreciendo la voz de Ant-Man.[78]
- Ant-Man es el tema de una serie de cortos animados en Disney XD, con la voz de Josh Keaton.[79]
- Paul Rudd volverá a interpretar su papel de Scott Lang en la serie animada de Disney+, What If...?[80]
- Scott Lang/Ant-Man aparece en Spidey and His Amazing Friends, con la voz de Sean Giambrone.[81]

### Universo cinematográfico de Marvel
- Paul Rudd interpreta a Scott Lang / Ant-Man en el Marvel Cinematic Universe:
  - La primera aparición del personaje fue en Ant-Man (2015), dirigida por Peyton Reed,[82] donde se muestra a Lang convirtiéndose en el sucesor de Hank Pym como Ant-Man, y el viaje de un delincuente menor a convirtiéndose en un héroe. Al inicio, Lang es liberado de la prisión por libertad bajo palabra, aunque no puede por una registración de 364 días al ver a su hija Cassie. Sus amigos, Luis, Dave y Kurt lo convencen de volver al crimen para robar una bóveda del doctor Pym, y solo encuentra el traje Ant-Man. Luego de devolverlo y ser atrapado por la policía (ante la llamada de Hope van Dyne), es liberado por Pym controlando por sus hormigas. Al entrenarlo, mejora las habilidades para enfrentar a Darren Cross quien posee el traje de Yellowjacket. En una pelea tratando de salvar a su hija, Cassie, derrota a Cross al sabotear su traje, pero es encogido hacia el Reino Cuántico (sobre la advertencia de Pym), pero gracias a su astucia, pudo regresar al mundo real. Lang fue recompensado por Jim Paxton, el detective de la policía y el esposo de su exesposa, Maggie, para estar con su hija.
  - En el 2016, regresa en Capitán América: Civil War.[83] Lang es reclutado por Hawkeye, para la causa del Capitán América para luchar junto a su equipo de Vengadores, contra la facción de los Vengadores y los Acuerdos de Sokovia de Iron Man. Durante la batalla se revela que no solo puede encogerse usando las Partículas Pym, sino que también puede crecer a proporciones gigantes, cuando se proporciona una distracción para el Capitán América y al Soldado del Invierno al escapar en el Quinjet a Siberia. Después de la batalla, Lang es detenido y puesto en la Balsa. Al final de la película, el Capitán América libera a Lang y los demás de la Balsa.
  - Ant-Man reaparece en Ant-Man and the Wasp,[84] estrenada en 2018. En abril de 2017, el director Peyton Reed declaró que Scott Lang / Ant-Man también presentará su otro apodo de Giant-Man, presentado por primera vez en Capitán América: Civil War, con un nuevo traje tecnológico.[85] En la película, Lang se encuentra en arresto domiciliario por la vigilancia del agente Jimmy Woo tras los sucesos de Capitán América: Civil War, se libera a manos de Hope van Dyne/Avispa, quién lleva una relación con ella, para ayudar al Dr. Hank Pym en crear un puente hacia el reino cuántico a buscar su esposa Janet van Dyne luego de tomar su cuerpo para buscar su localización, y enfrenta al criminal Sonny Burch y la villana Ava Starr/Fantasma a manos del excompañero de Pym, Bill Foster. Al final de la escena poscréditos, tratando de recolectar partículas cuánticas del reino cuántico para ayudar a curar a Ava, queda atrapado allí, después de que Janet, Hank y Hope fueron víctimas del chasquido de Thanos tras los sucesos de Avengers: Infinity War.
  - Ant-Man aparece en la película Avengers: Endgame (2019),[86] donde regresa del Reino Cuántico cinco años después, debido a que una rata activa involuntariamente el panel de control para el túnel cuántico. Se reúne con su hija, que ahora es una adolescente. Han pasado solo cinco horas para Lang, lo que lo llevó a darse cuenta de que el Reino Cuántico se puede usar para viajar en el tiempo y deshacer las acciones de Thanos. Lang viaja a la ciudad de Nueva York en 2012 con Stark, Rogers y Bruce Banner para obtener las gemas del espacio, mente y tiempo. Lang se reúne con Hope cuando Banner resucita con éxito a las víctimas de Thanos. Lang participa en la defensa de la Tierra contra el Thanos de 2014 antes de reanudar su vida con Cassie y Hope y asiste al funeral de Stark.
  - Ant-Man aparece en la tercera película, titulada Ant-Man and the Wasp: Quantumania (2023).[87] Después de 5 años posteriores al Blip, Scott Lang se volvió una celebridad y fue muy famoso en todo el mundo al ser el salvador por ayudar a los Vengadores al viajar en el tiempo, gracias a su idea. Pero cuando descubre una señal en el dispositivo, él, junto con Cassie, Hank, Hope y Janet son llevados al reino cuántico, y al separarse de ellos, él y Cassie descubren diferentes especies de seres que viven en el reino cuántico. Scott al lado de su hija Cassie exploran el lugar siendo tomados por rebeldes y luego ante un ataque, se encuentran con Darren Cross, ahora convertido en M.O.D.O.K., quién trabaja para Kang el Conquistador siendo llevados. Luego al descubrir las malas intenciones de Kang, Scott se reúne con Hank, Janet y Hope en enfrentar al imperio de Kang para tratar de evitar que escape y salvar a Cassie. Luego al intentar escapar, Scott se enfrenta a Kang, y con la ayuda de Hope, logran matar a Kang y escapan del reino. Al final en casa, Scott recuerda lo que Kang dijo que estaba evitando que sucediera algo peor y comienza a preguntarse si Kang está realmente muerto y si accidentalmente causó que sucediera algo peor al matar a Kang.
  - En la película Deadpool & Wolverine (2024), aparece un cadáver gigante de Ant-Man de Scott Lang, como el cuartel secreto de la villana Cassandra Nova.

### Videojuegos
- La versión de Scott Lang de Ant-Man aparece como un personaje jugable en Marvel Heroes sobre Microsoft Windows, macOS, PlayStation 4 y Xbox One,[88] con la voz de Grant George.[89]
- La versión de Scott Lang de Ant-Man aparece como un personaje jugable en Marvel: Avengers Alliance sobre Facebook, iOS y Android.[90]
- La versión de Scott Lang de Ant-Man aparece en Marvel Contest of Champions[91] y Marvel Future Fight en iOS y Android.[92]
- La versión de Scott Lang de Ant-Man es un personaje jugable en Disney Infinity 3.0 en PlayStation 3, PlayStation 4, Xbox 360, Xbox One y Wii U.[93]
- La versión de Scott Lang de Ant-Man es un personaje jugable en el juego Match-3 Marvel Puzzle Quest en iOS, Android, Microsoft Windows, PlayStation 3, PlayStation 4, Xbox 360 y Xbox One. Fue agregado al juego en junio de 2015.[94]
- La versión de Scott Lang de Ant-Man aparece en Marvel Pinball en PlayStation Network, Xbox Live Arcade, Microsoft Windows, MacOS, iOS y Android.[95]
- La versión de Scott Lang-UCM de Ant-Man aparece como contenido descargable para Lego Marvel Vengadores en PlayStation 3, PlayStation 4 y Microsoft Windows.[96]
- La versión Scott Lang-UCM de Ant-Man aparece en Lego Marvel Super Heroes 2 para PlayStation 4, Xbox One, Nintendo Switch y Microsoft Windows.[97]
- Aparece como carta jugable en el juego de cartas Marvel Snap para Android, iOS y Microsoft Windows.